# Kingdom Hearts (jeu vidéo)
Vous lisez un « article de qualité » labellisé en 2015.
Kingdom Hearts (キングダムハーツ, Kingudamu Hātsu) est un jeu vidéo d’action-RPG développé et édité par Square et distribué par Disney Interactive à partir de 2002 sur PlayStation 2. Il s’agit du premier opus de la série Kingdom Hearts qui résulte de la collaboration entre les studios Square et Disney. Le jeu combine ainsi de nombreux personnages et lieux issus des univers de Disney et de Square dans un jeu d’action-RPG. La popularité du jeu se ressent dans la publication de romans et d’une série de mangas basés sur son histoire.
L’histoire suit un jeune garçon, Sora, poussé dans une bataille contre les forces des ténèbres. Pour l’aider dans sa quête, il est rejoint par Donald Duck, Dingo et d’autres personnages de Disney.
Kingdom Hearts introduit des éléments substantiels de jeu d’action-aventure en trois dimensions : dans une vue à la troisième personne, le joueur dirige un groupe de personnages dont il peut faire évoluer librement les caractéristiques et affronte des ennemis au cours de batailles en temps réel. Par ailleurs, le jeu suit un arc narratif linéaire mais dispose cependant de nombreuses quêtes secondaires. Enfin, le joueur peut également choisir l’ordre de certains mondes qu’il peut explorer.
C'est également la première fois que Tetsuya Nomura, concepteur de personnages depuis longtemps, occupe la place de directeur d'un projet de jeu vidéo. Par ailleurs, la bande originale est composée par Yoko Shimomura et la distribution du doublage de Kingdom Hearts inclut les voix officielles de plusieurs personnages de Disney.
Kingdom Hearts est bien accueilli par la presse spécialisée qui met en avant sa combinaison inhabituelle d’éléments de jeux d’action et de rôle ainsi que son mélange harmonieux et inattendu des univers de Square et de Disney. Il reçoit de nombreuses récompenses de fin d'année et obtient le statut de Greatest Hit de Sony. Depuis sa sortie, la série Kingdom Hearts s’est vendue à plus de vingt millions d’exemplaires à travers le monde, ce premier opus ayant suscité de nombreuses suites. En date du 1er novembre 2015, le jeu est le dixième jeu sur PlayStation 2 le plus vendu de tous les temps et le plus grand succès commercial de la série.

## Histoire
| Chronologie fictive de la série Kingdom Hearts                                                                         |
| --- |
| Birth by Sleep Kingdom Hearts Chain of Memories 358/2 Days Kingdom Hearts 2 Coded Dream Drop Distance Kingdom Hearts 3 |

### Univers
L'univers de Kingdom Hearts est une compilation de niveaux, appelés « mondes », au travers desquels le joueur doit progresser. Treize mondes sont accessibles dans le jeu, un quatorzième, le Château de Disney, étant uniquement visible lors de cinématiques. D'autres mondes sont évoqués par plusieurs personnages mais ne peuvent être visités par le joueur car ils ont été détruits par les Sans-cœur. Dix des mondes du jeu sont basés sur l'univers de Disney, principalement sur les Classiques d'animation du studio, les quatre autres ayant été créés spécifiquement par Square pour les besoins du jeu.
Les graphismes et les personnages de chaque monde sont conçus dans un style proche de celui des films Disney dont ils sont issus. Ces mondes sont habités par des personnages de leurs films respectifs. Ainsi Hercule et Philoctète habitent au « Colisée de l'Olympe », un monde s'inspirant du film Hercule, alors qu'Aladdin, Jasmine et Jafar habitent dans la ville d'« Agrabah » tirée d'Aladdin,. Parmi les autres mondes Disney se trouvent « Le Pays des Merveilles » du film Alice au pays des merveilles, « La Jungle profonde » tirée de l'univers de Tarzan, « Monstro », la baleine du film Pinocchio qui a englouti Pinocchio et Geppetto, « Atlantica » basé sur La Petite Sirène, « La Ville d'Halloween », un monde lugubre basé sur le film L'Étrange Noël de monsieur Jack, « La Forêt des Rêves bleus », un livre basé sur Winnie l'ourson dans lequel Sora peut se glisser et enfin « Le Pays imaginaire » de Peter Pan. Chaque monde est indépendant des autres, la plupart des personnages n'étant pas conscients de l'existence des autres mondes. Les joueurs voyagent d'un monde à l'autre grâce au « Vaisseau Gummi ».
Les mondes créés spécifiquement pour le jeu reflètent l'aspect général des autres mondes et introduisent des personnages inédits ou issus des jeux Final Fantasy. Ces nouveaux mondes comprennent l'« Île du Destin » où le jeu commence, la « Ville de Traverse » qui sert de point de départ pour une grande partie du jeu, la « Forteresse Oubliée » qui constitue la demeure de plusieurs personnages de Final Fantasy et la « Fin du Monde », un monde sombre et étendu créé à partir des restes des différents mondes consommés par les Sans-cœur,,,. Les personnages principaux voyagent de monde en monde pour sceller chacune des « serrures », celles-ci protégeant les mondes des Sans-cœur et de leur destruction. Ils essayent également de limiter leurs interactions avec les personnages des autres mondes afin de maintenir l'équilibre de l'univers du jeu. Parfois cela nécessite que Sora, Donald et Dingo changent leurs apparences physiques afin de se fondre dans la population locale.

### Personnages

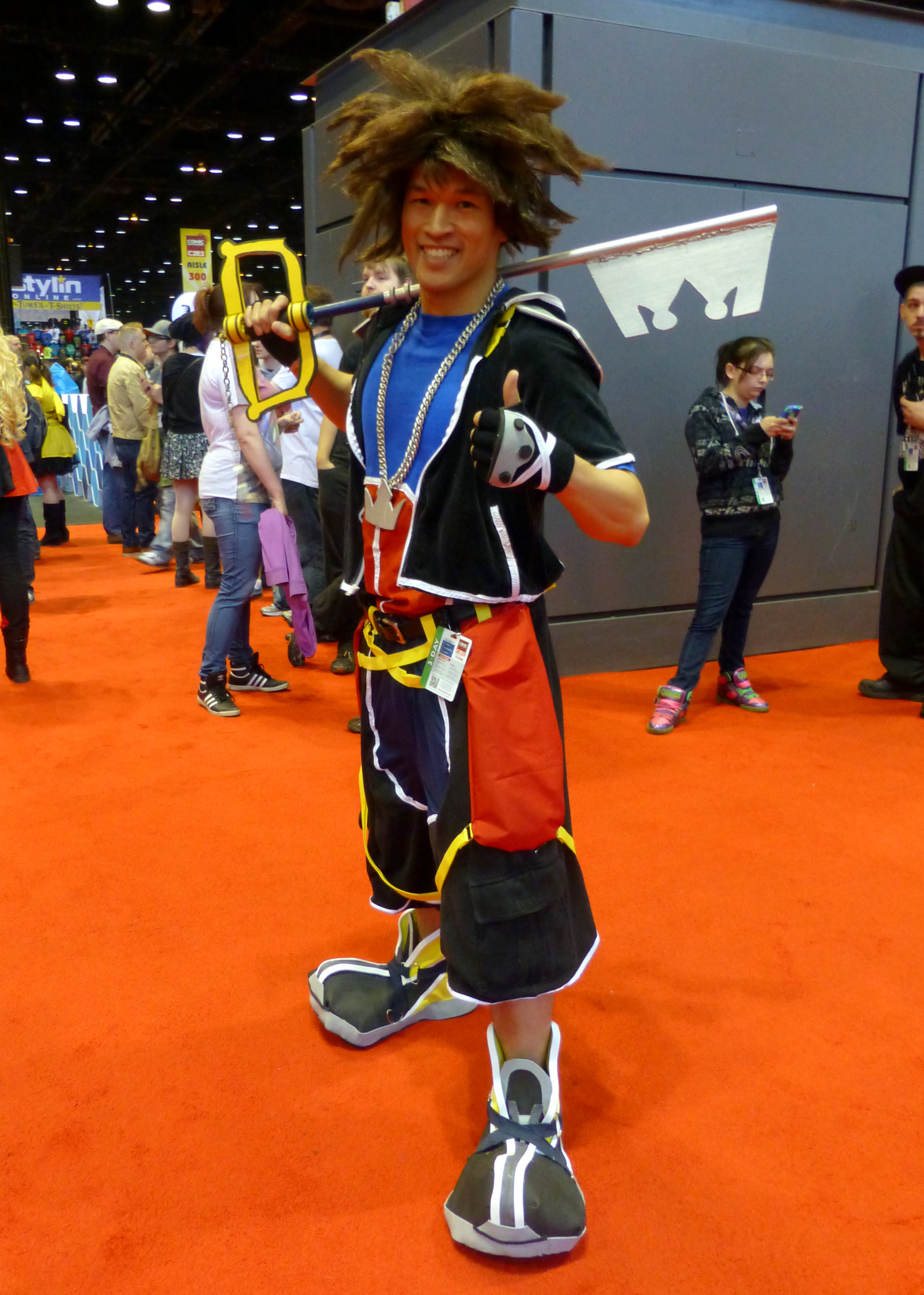
Cosplayer de Sora.

Le résultat de la collaboration entre Disney et Square est un mélange de personnages familiers issus de leurs univers respectifs et de quelques nouveaux personnages créés par Tetsuya Nomura. Le personnage principal est Sora, un jeune garçon de quatorze ans choisi pour être le porteur de la « Keyblade », une grande épée en forme de clé permettant de combattre les ténèbres. Deux de ses amis originaires du même monde que lui, Riku et Kairi, sont également présents dans le jeu. Dans la majeure partie du jeu, Sora fait équipe avec ses partenaires et coéquipiers Donald, le magicien de la cour, et Dingo, le capitaine de la garde royale, qui ont été envoyés à la recherche du porteur de la « Keyblade » par le Roi Mickey,. Avec leur aide, Sora tente de retrouver le roi Mickey, Kairi et Riku. Le principal antagoniste du jeu est Ansem qui recherche le pouvoir et la connaissance en utilisant des êtres sombres appelés Sans-cœur. Les Sans-cœur, créatures corrompues par les ténèbres, constituent la plupart des ennemis rencontrés pendant le jeu et peuvent être de différentes formes et tailles.
Kingdom Hearts permettant d'explorer les univers fictifs de plusieurs films Disney, plus d'une centaine de personnages issus de ces derniers peuvent y être trouvés. Si certains jouent un rôle majeur dans l'histoire, d'autres ne sont que des caméos, comme les 101 Dalmatiens que le joueur rencontre lors d'une quête secondaire. La plupart des mondes présentent également un méchant de Disney que le joueur doit vaincre. Les différents mondes que Sora traverse impliquent la plupart du temps un personnage du film sur lequel il est basé, personnage qu'il est possible d'ajouter à l'équipe. Ces personnages sont Tarzan dans la Jungle profonde, Aladdin à Agrabah, Ariel à Atlantica, Jack Skellington dans la ville d'Halloween, Peter Pan au Pays imaginaire et La Bête dans la Forteresse oubliée.

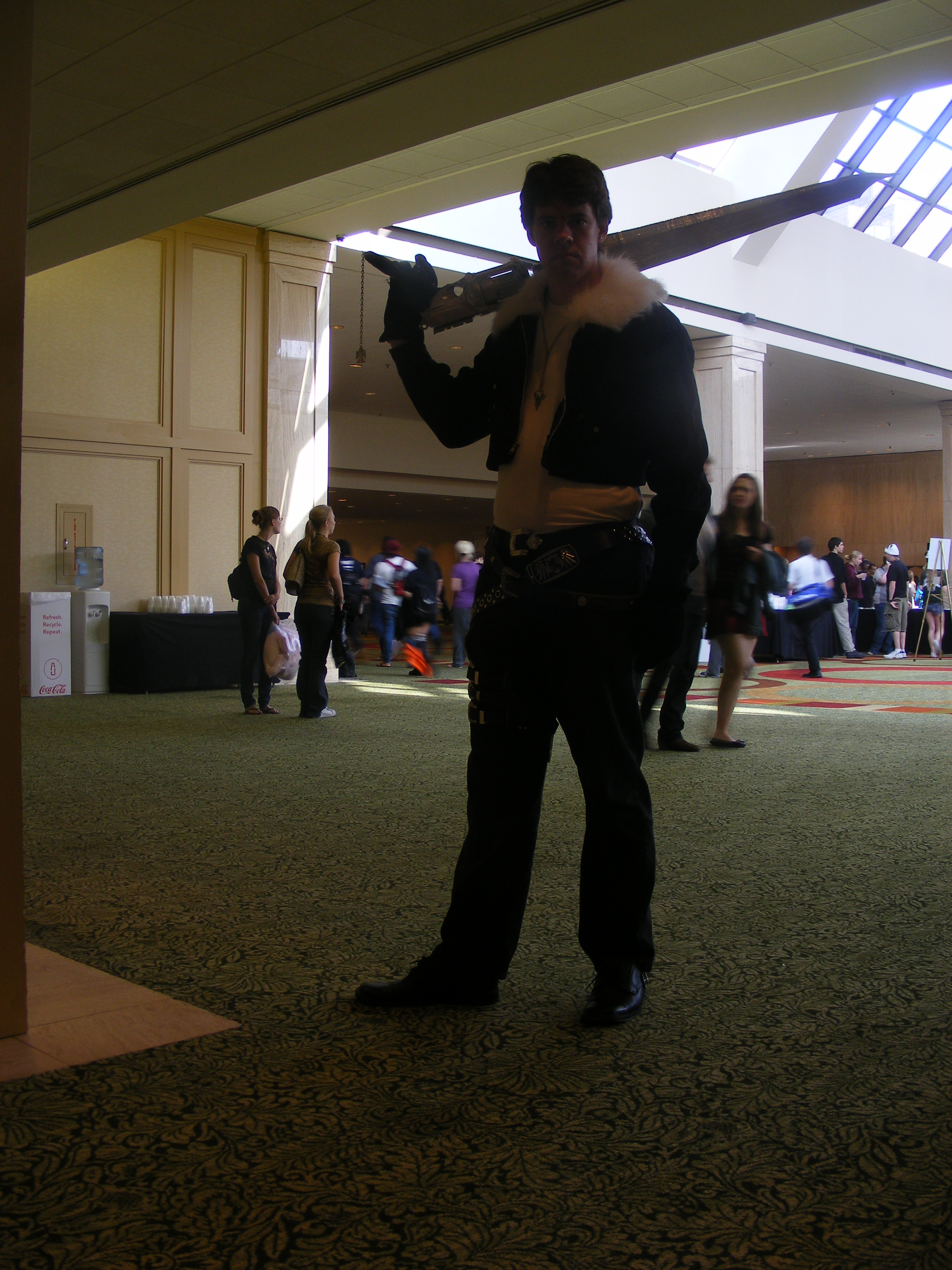
Cosplayer de Léon.

Plusieurs personnages issus de la série de jeux vidéo Final Fantasy sont également présents dans le jeu, ces derniers ayant cependant été légèrement modifiés afin de mieux s’intégrer au scénario. Sur l'Île du Destin, le joueur croise les jeunes Tidus et Wakka, personnages issus de Final Fantasy X, et Selphie, tiré du jeu Final Fantasy VIII. Dans la ville de Traverse, le joueur rencontre Squall Leonhart sous le nom de Léon, héros de Final Fantasy VIII, ainsi que Aerith, Cid et Yuffie qui sont issus de Final Fantasy VII,. Rikku, un des personnages de Final Fantasy X, devait apparaître également, mais elle est finalement remplacée par Yuffie. Cloud et Sephiroth, tous deux issus de Final Fantasy VII, apparaissent au Colisée de l'Olympe, où le joueur peut les combattre lors de tournois,. Le fait que les personnages soient principalement issus des Final Fantasy les plus récents découle de l'hésitation de Tetsuya Nomura à utiliser des personnages qu'il n'a pas lui-même conçus. Le jeu inclut également d'autres icônes de l'univers de Final Fantasy comme les Mogs qui permettent de fabriquer des objets.

### Scénario
Kingdom Hearts débute sur l'Île du Destin où Sora, Riku et Kairi habitent. Les trois amis veulent quitter l'île pour explorer de nouveaux mondes et ont préparé un radeau à cet effet. Un soir, l'île est attaquée par d'obscures créatures, les Sans-cœur. Sora, cherchant ses amis, retrouve Riku qui disparaît dans un portail sombre. Au même moment, Sora obtient la Keyblade, une arme efficace contre les Sans-cœur. Toutefois, l'île est détruite et Sora dérive dans l'espace. Pendant ce temps, le roi Mickey quitte son propre monde pour faire face à l'augmentation du nombre de Sans-cœur en laissant des instructions pour Donald et Dingo leur demandant de trouver la « clé » qui permettra de protéger les mondes des ténèbres.
Donald et Dingo empruntent alors le vaisseau Gummi afin de rejoindre la ville de Traverse dans laquelle Sora a atterri. Sora y rencontre Léon qui lui explique que les Sans-cœur sont en train de consommer les cœurs et que la Keyblade est la seule arme capable de les battre. Il est dit d'un homme nommé Ansem qu'il a étudié les Sans-cœur. Sora rencontre alors Donald et Dingo et les trois décident de voyager ensemble. Donald et Dingo veulent retrouver le roi Mickey et Sora, Riku et Kairi. Les trois traversent différents mondes basés sur les films Disney, remarquant que la Keyblade permet également de verrouiller des serrures, passages vers le « cœur » d'un monde, qui, une fois scellé, l'empêche d'être consommé par les Sans-cœur. Pendant ce temps, un groupe de méchants de Disney, dirigé par Maléfique, recherche les sept Princesses de Cœur afin de déverrouiller la dernière serrure qui mène au « Kingdom Hearts », le « Royaume des Cœurs », dépositaire de la connaissance et du pouvoir et source de tous les cœurs. Maléfique promet alors à Riku de l'aider à retrouver Kairi en échange de son soutien. Maléfique sème le doute en Riku en lui disant que Sora les a abandonnés, Kairi et lui, pour de nouveaux amis et pour la Keyblade. Un Riku de plus en plus hostile trouve le corps de Kairi grâce à Maléfique mais demeure incapable de retrouver son cœur.
Sora et ses amis arrivent finalement à la Forteresse Oubliée, domicile d'Ansem et siège actuel de Maléfique. Riku subtilise alors la Keyblade à Sora, déclarant qu'il en est le vrai maître et que Sora l'a reçue seulement pendant son absence. Donald et Dingo, devant obéir à l'ordre explicite de suivre la « clé », quittent Sora à contrecœur pour suivre Riku. Sora défie Riku, lui indiquant que son cœur tire sa force de ses amis et que ses amis retourneront à lui, comme la Keyblade. Honteux, Riku rencontre un homme masqué qui l'incite à plonger dans les ténèbres. En même temps, les trois compères attaquent et vainquent Maléfique. Sora retrouve le corps de Kairi et se confronte à Riku, qui se révèle être possédé par Ansem. Ansem explique que Kairi est une Princesse de Cœur et que son cœur est caché dans le corps de Sora depuis la destruction de l'Île du Destin,. Après l'avoir battu, Sora s'empale avec la Keyblade d'Ansem qui a le pouvoir de déverrouiller les cœurs, libérant à la fois le sien et celui de Kairi. Le cœur de Kairi retourne à son corps, complétant la dernière serrure. Sora devient alors un Sans-cœur. Kairi le reconnaît malgré tout et la lumière de son cœur lui permet de retrouver sa forme humaine. Il décide alors de combattre à nouveau Ansem.
Ansem se trouve dans la Fin du Monde, l'ensemble des résidus des mondes possédés par les Sans-cœur. Il est à la recherche de Kingdom Hearts, l'endroit où naissent les cœurs de tous les mondes et de toutes les personnes, pensant qu'il s'agit des ultimes ténèbres. En ouvrant la porte, Ansem est écrasé et détruit par la lumière qui y jaillit. De l'autre côté se trouvent le Roi Mickey et Riku. Ils aident Sora, Donald et Dingo à fermer la porte pour empêcher les Sans-cœur de les rejoindre. Mickey et Sora unissent leurs Keyblades pour verrouiller la porte. Les mondes tombés dans les ténèbres commencent à se reconstruire. L'Île du Destin étant rétablie, Kairi y retourne mais Sora est forcé de se séparer d'elle. Le jeu se termine lorsque Sora, Donald et Dingo, sur un chemin en campagne, décident de retrouver Riku et Mickey. Pluto passe alors par là avec dans sa gueule une lettre marquée du sceau royal, présage de nouvelles aventures.

## Système de jeu

### Général
Le système de jeu de Kingdom Hearts est directement influencé par celui des jeux de rôle de la série Final Fantasy dont il est issu, tout en y ajoutant des éléments d'action s'inspirant des jeux de type porte-monstre-trésor. Le groupe principal est constitué de Sora, Donald et Dingo. Le joueur contrôle Sora et le fait évoluer dans une vue à la troisième personne. Tous les autres membres du groupe sont contrôlés par l'intelligence artificielle du jeu, le joueur pouvant toutefois personnaliser leur comportement par l'intermédiaire du menu Pause,. Donald et Dingo font partie du groupe pendant la majeure partie de l'aventure mais la plupart des mondes permettent au joueur de les remplacer par des personnages spécifiques. Jack Skellington peut par exemple rejoindre le groupe dans la Ville d'Halloween mais ne peut pas accompagner le joueur ailleurs. Dans certains mondes, le groupe change d'apparence ou obtient des capacités spécifiques. Les personnages peuvent ainsi voler lorsqu'ils explorent le Pays imaginaire, ils prennent une forme aquatique leur permettant de vivre sous l'eau quand ils se rendent à Atlantica, et dans la Ville d'Halloween, ils se parent de costumes effrayants afin de ressembler aux habitants.
Comme les jeux de rôle traditionnels, Kingdom Hearts dispose d'un système de points d'expérience permettant au joueur de faire évoluer ses personnages. Lorsqu'un ennemi est battu, les personnages joueurs gagnent de l'expérience, deviennent plus forts et obtiennent de nouvelles compétences. Kingdom Hearts permet de personnaliser en partie l'évolution de Sora au travers d'un court didacticiel au début du jeu : parmi trois attributs proposés au joueur, la force, la défense et la magie, il doit décider lequel il fera évoluer plus rapidement durant tout le long du jeu et lequel évoluera dans des proportions moindres. En choisissant certaines options, le joueur peut influer la façon dont Sora apprend de nouvelles compétences, acquiert de nouvelles caractéristiques et passe des niveaux. Donald, Dingo et les autres membres éventuels de l'équipe sont consignés à des attributs spécifiques qui ne peuvent être changés. Ainsi Donald excelle en magie alors que Dingo est un expert en défense et en attaques spéciales.
Le jeu se déroule de façon linéaire, d'un événement de l'histoire à un autre, généralement présenté par le biais d'une cinématique. De nombreuses quêtes secondaires sont cependant proposées, permettant de remporter des bonus. Les joueurs peuvent également choisir l'ordre dans lequel ils explorent certains mondes. L'exploration des différentes zones où se déroulent les affrontements constitue la majeure partie du jeu. Les combats se jouent en temps réel et nécessitent d'appuyer sur les boutons de la manette de jeu afin d'initier les attaques du personnage à l'écran. Un menu déroulant, similaire à ceux de Final Fantasy et situé en bas à gauche de l'écran, permet d'utiliser la magie ou des objets. Les joueurs peuvent également assigner certains sorts aux boutons de tranche de la manette pour qu'ils soient plus facilement accessibles. Il existe également une option contextuelle en bas du menu, généralement utilisée pour interagir avec l'environnement ou effectuer des attaques spéciales. Ce menu peut être utilisé en se servant du bouton analogique droit alors que le mouvement est contrôlé par le bouton analogique gauche, permettant au joueur de naviguer dans le menu tout en évitant des ennemis ou en s'en approchant.
Sora et ses alliés possèdent une jauge de vie et une jauge de magie qui grandissent au fur et à mesure qu'ils gagnent de l'expérience et passent des niveaux. La jauge des points de magie est divisée en plusieurs sections utilisées lorsque le joueur lance des sorts. Plus le sort est puissant, plus il coûte de sections. La barre de magie peut se remplir grâce à des objets comme l'éther ou grâce à des attaques qui remplissent la jauge de charge, une ligne jaune sur le bord extérieur de la jauge de magie. Trente points dans la jauge de charge correspondent à une section de la jauge de magie. La jauge de vie détermine la santé du personnage, elle se réduit lorsqu'il subit des dégâts et peut être remplie en utilisant des potions ou des sorts de vie. Si Sora vide complètement sa jauge de vie, le jeu se termine et le joueur doit recommencer depuis le début d'un combat contre un boss ou depuis le début d'une zone. Lorsqu'un ennemi est battu, plusieurs orbes peuvent tomber. Les vertes remplissent la jauge de vie, les bleues la jauge de magie et les jaunes représentent des Munnies, la monnaie du jeu, qui peut être utilisée pour acheter de nouveaux objets.

### Invocations
Sora peut invoquer des personnages à partir du moment où il échange des orbes à La Bonne Fée qui se trouve chez Merlin dans la Ville de Traverse ou si le joueur a fini d'explorer certains mondes. Lorsqu'une invocation vient en aide à Sora sur le champ de bataille, les autres membres de l'équipe disparaissent. Chacun des personnages qui peuvent être invoqués possède des compétences spéciales utilisables pendant les combats.
Parmi ces personnages se trouvent Simba qui peut charger l'ennemi avec une grande puissance, le Génie d'Aladdin qui peut attaquer plusieurs ennemis en même temps, Bambi qui fait apparaître des objets en sautillant, Dumbo qui permet à Sora de voler et d'asperger les ennemis, la Fée Clochette qui soigne constamment tous les membres de l'équipe et empêche Sora de perdre tous ses points de vie et enfin Mushu qui, monté sur les épaules de Sora, crache des boules de feu sur ses cibles.

### Vaisseau Gummi
Le vaisseau Gummi est le moyen permettant aux joueurs de voyager entre les différents mondes de Kingdom Hearts. Le système utilisé pour piloter le vaisseau est très différent de la façon dont fonctionne le reste du jeu puisqu'il s'agit d'un rail shooter. Le joueur contrôle le vaisseau Gummi qu'il observe en vue à la troisième personne et qui se déplace dans un environnement spatial. Lorsqu'il voyage, le joueur doit éviter des obstacles et se défendre contre des vaisseaux ennemis qui essayent de détruire le sien en tirant des missiles ou en l'éperonnant. Le fait de terminer une route sain et sauf permet de libérer l'accès à un nouveau monde. Au début, seules quelques options sont disponibles pour personnaliser le vaisseau mais le joueur peut débloquer de nouvelles armes, moteurs et armures en progressant dans le jeu. Différents plans pré-conçus peuvent être trouvés dans le jeu et utilisés pour construire rapidement des vaisseaux Gummi. Geppetto donne également au joueur des vaisseaux Gummi dont la conception diffère en fonction du nombre de Sans-cœur battus.

### Mini-jeux et quêtes secondaires
Au cours de l'aventure, le joueur peut débloquer des mini-jeux et des quêtes secondaires. Par exemple, au Colisée de l'Olympe, après avoir battu Cerbère et obtenu sa licence officielle de héros, Sora peut accéder à six tournois : les coupes « Philoctète », « Pégase », « Hercule », « Hadès » et les matchs d'or et de platine dans lesquels il affronte respectivement le Titan de Glace et Séphiroth. Après avoir remporté ces coupes, les tournois peuvent être rejoués seul, c'est-à-dire sans l'aide de Dingo et Donald, et avec une limite de temps. Un autre mini-jeu, « L'Entraînement de Phil », est également disponible au Colisée. Dans celui-ci, Sora doit casser le plus de pots et de barils possible dans un laps de temps donné. De son côté, le monde de Winnie l'ourson, « La Forêt des Rêves Bleus », propose cinq mini-jeux d'arcade. Dans la « Jungle profonde », le joueur peut également débloquer deux mini-jeux : le « Surf de la Jungle » dans lequel il doit faire glisser Sora sur les troncs d'arbres de la jungle avec Tarzan et la « Course des lianes » où il doit relier deux zones de la Jungle en sautant de liane en liane sans tomber,. Enfin, dans la Ville de Traverse se déclenchent deux quêtes subsidiaires consistant à retrouver d'une part les 99 chiots de Pongo et Perdita disséminés à travers les mondes et dix « Cartes postales » cachées dans la Ville de Traverse d'autre part.

## Développement

### Naissance et réalisation du projet

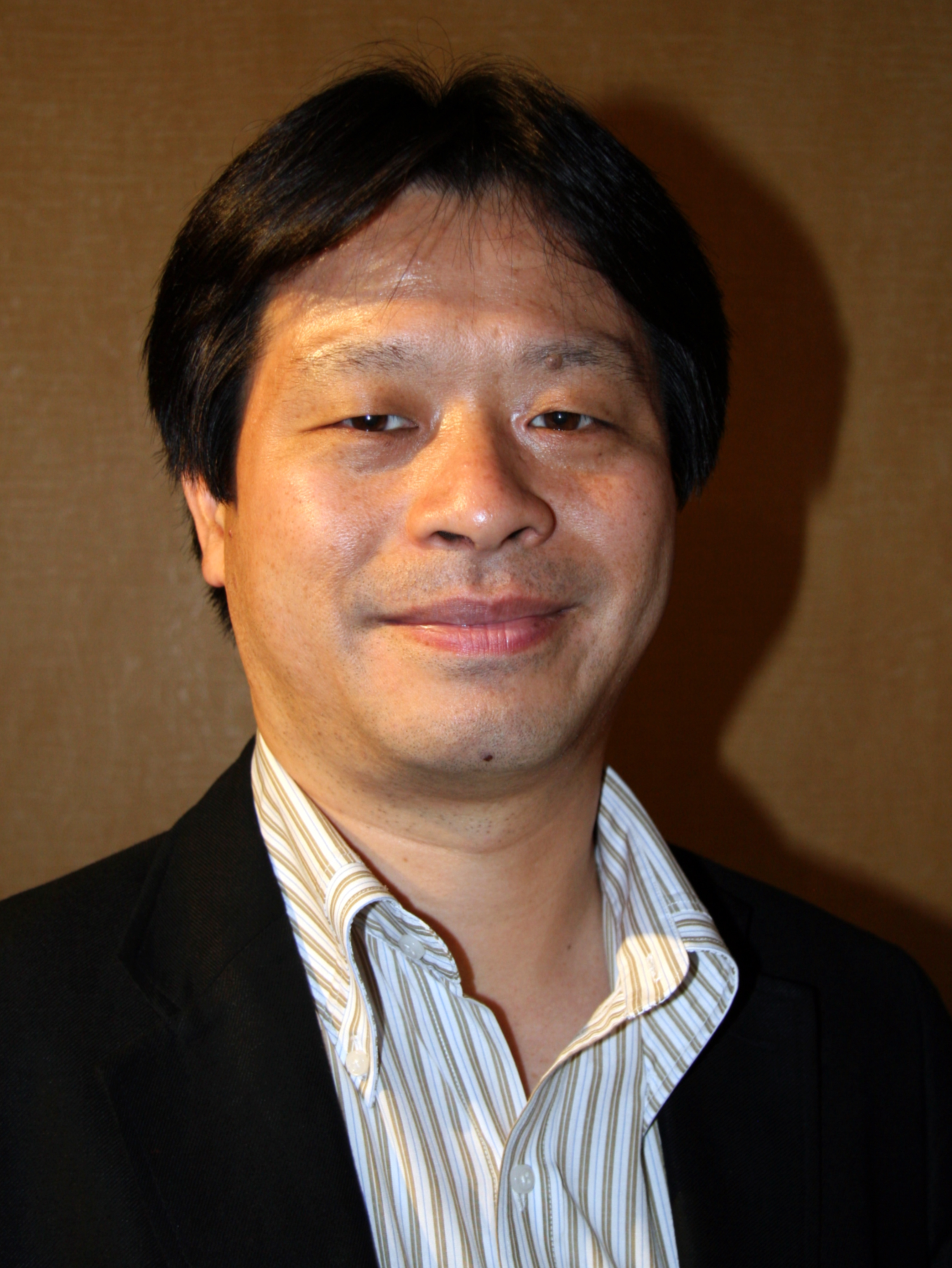
Yoshinori Kitase, coproducteur du jeu.

Le concept de Kingdom Hearts est imaginé lors d'une discussion entre Shinji Hashimoto et Hironobu Sakaguchi à propos de Super Mario 64. Ils souhaitent à l'époque développer un jeu offrant une grande liberté de mouvement dans un monde en trois dimensions, comme Super Mario 64, mais déplorent que seuls des personnages aussi populaires que ceux de Disney puissent rivaliser avec la popularité de Mario. Ayant entendu leur conversation, Tetsuya Nomura se porte volontaire pour diriger le projet et les deux producteurs acceptent sa proposition. Une rencontre fortuite entre Hashimoto et un dirigeant de Disney dans un ascenseur, Square et Disney partageant à l'époque le même bâtiment au Japon, permet aux producteurs de présenter l'idée directement à Disney,. Nomura refuse un certain nombre de propositions de Disney afin de poursuivre son idée de créer un jeu ayant pour héros un personnage original ne se basant pas sur une œuvre Disney. L'équipe de production se compose de plus de cent personnes issues des studios Square et Disney Interactive. Le développement du jeu débute en février 2000 et se concentre initialement sur le système de jeu au détriment d'une histoire simpliste destinée à plaire au cœur de cible de Disney,. Lorsque le producteur délégué Hironobu Sakaguchi prévient Tetsuya Nomura que le jeu risque d'être un échec s'il n'atteint pas le même niveau scénaristique que les Final Fantasy, le scénario est retravaillé. Lorsqu'ils sélectionnent les univers Disney à inclure dans le jeu, Nomura et son équipe évitent de choisir des mondes ayant une apparence et une ambiance trop similaires. Ils essayent également d'utiliser les films proposant les personnages qui leur semblent être les plus intéressants. Le président de Disney de l'époque, Robert Iger, ayant apporté un soutien financier au développement du jeu, l'équipe se voit imposer un certain nombre de restrictions concernant la réutilisation de certains mondes de la franchise Disney. Les développeurs s'imposent également de rester fidèles aux films Disney pour la création des différents personnages,. En juin 2013, Nomura déclare que le nom du jeu lui est venu en pensant aux parcs à thème Disney, notamment l'Animal Kingdom. Toutefois, Nomura ne pouvant pas obtenir la propriété intellectuelle avec seulement le mot « Kingdom », l'équipe de développement commence à réfléchir au Heart (« Cœur » en anglais) comme une partie essentielle de l'histoire. Ils décident donc de combiner les deux idées pour appeler leur jeu Kingdom Hearts,.

### Modification du contenu
Pour la version nord-américaine du jeu, du contenu supplémentaire est ajouté par rapport à la version originale japonaise : de nouveaux boss optionnels dont l'un est nommé par le gagnant d'un tirage au sort sur le site officiel, un niveau extrêmement difficile et une bande-annonce de Kingdom Hearts 2 accessible en remplissant certains critères,,. Cette dernière est incluse par Nomura afin de jauger la réaction du public, estimant que si Kingdom Hearts se révèle impopulaire, certains événements seraient restés inexpliqués. Le contenu additionnel est finalement ajouté à la réédition japonaise, renommée Kingdom Hearts Final Mix. Cette réédition contient elle aussi de nouveaux éléments, comme de nouveaux objets, de nouvelles cinématiques et de nouveaux ennemis. Ces éléments font allusion à des intrigues qui sont expliquées dans les suites du jeu. Quelques contenus oubliés dans Kingdom Hearts sont ajoutés dans Kingdom Hearts 2. Par exemple, le monde basé sur Le Roi lion était irréalisable parce qu'un programme était requis pour traiter le mouvements des personnages à quatre pattes, une nécessité puisque Sora, dans ce monde, deviendrait un lion. À cause des contraintes de temps, les développeurs abandonnent l'idée d'un combat contre un boss optionnel, Tifa Lockhart. Elle est introduite plus tard dans Kingdom Hearts 2 comme un personnage plus développé.

### Promotion
Kingdom Hearts est annoncé à l'Electronic Entertainment Expo en mai 2001. Les premiers détails révèlent qu'il s'agit d'une collaboration entre Square et Disney Interactive qui contiendra des mondes et des personnages développés par les deux entreprises. Les nouveaux personnages comme Sora, Riku, Kairi et les Sans-cœur seront conçus par Tetsuya Nomura,. Une démo jouable est disponible au Tokyo Game Show de 2001. La façon dont la démo se joue présente de nombreux éléments d'un jeu d'action-RPG qui seront inclus dans le produit final. Afin d'aider la commercialisation de la version anglaise du jeu, Square lance le site officiel en avril 2002 ; celui-ci présente des bandes-annonces, un tirage au sort pour nommer un personnage du jeu et d'autres contenus spécifiques. Le 14 mai 2002, un article de presse dresse la liste des acteurs retenus pour doubler les personnages. Cette liste comprend Haley Joel Osment, David Gallagher et Hayden Panettiere comme les voix des trois nouveaux personnages introduits dans le jeu. L'article annonce également que de nombreux personnages de Disney seront doublés par les mêmes acteurs que dans les films desquels ils sont tirés,. Parmi les autres initiatives de marketing se trouvent des ventes aux enchères du jeu et de produits dérivés avant la sortie nord-américaine et une journée de démo pour les clients à San Francisco en Californie,.

## Audio

### Bande originale

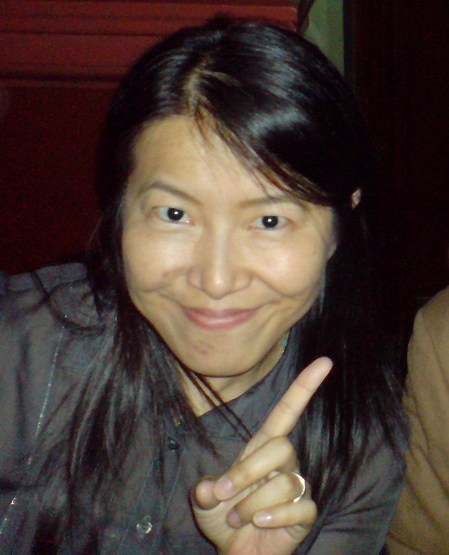
Yoko Shimomura est la compositrice des musiques de Kingdom Hearts.

Les musiques de Kingdom Hearts sont composées par Yoko Shimomura. Même s'il se trouve quelques mélodies dérivées de films Disney, arrangées pour l'occasion, la majeure partie de la bande originale est constituée de thèmes originaux écrits spécifiquement pour le jeu par Shimomura. L'orchestration des thèmes d'ouverture et du générique est arrangée et dirigée par Kaoru Wada et interprétée par le Nouvel orchestre philharmonique du Japon. Le principal thème chanté de la version japonaise est Hikari. Pour les autres versions du jeu, Hikari est adaptée en Simple and Clean. Cette dernière est également incluse dans la réédition japonaise, Final Mix. Les deux versions de la chanson sont composées, écrites et interprétées par Hikaru Utada. Utada est la seule chanteuse à laquelle Nomura pense pour interpréter le thème principal de Kingdom Hearts. Cela marque la première participation d'Utada à la bande originale d'un jeu vidéo. Si sa participation et le titre de la chanson japonaise sont annoncés en janvier 2002, le single Hikari sort au Japon le 20 mars 2002 et s'avère très populaire, atteignant les 860 000 exemplaires vendus au début du mois d'août 2002,. La bande originale de Kingdom Hearts sort sur deux CD le 27 mars 2002 au Japon et un an plus tard aux États-Unis. Les pistes sont ensuite incluses dans la compilation Kingdom Hearts Original Soundtrack Complete, sortie au Japon le 28 mars 2007. Les musiques de Kingdom Hearts sont également comprises dans la compilation des meilleures œuvres de Yoko Shimomura, Drammatica.

## Distribution

### Japon

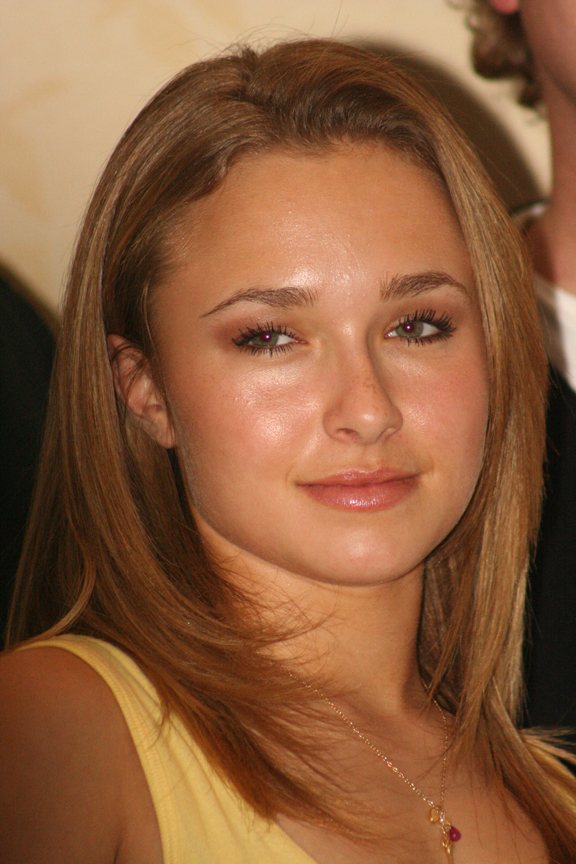
Hayden Panettiere prête sa voix à Kairi dans la version anglaise du jeu.

Dans Kingdom Hearts, un effort particulier est fourni pour essayer de mettre en vedette des comédiens connus pour les doublages des versions japonaise, anglaise et française, en utilisant si possible, les voix habituelles des personnages des films Disney utilisés dans le jeu. La version japonaise fait appel à Miyu Irino pour le rôle de Sora, Risa Uchida pour Kairi et Mamoru Miyano pour Riku. Parmi les autres voix célèbres de cette version peuvent être cités Kōichi Yamadera, Hideo Ishikawa et Māya Sakamoto.

### Anglophones
La version anglaise fait elle aussi participer des célébrités au doublage. Ainsi Wayne Allwine, Tony Anselmo et Bill Farmer tiennent respectivement les rôles de Mickey, Donald et Dingo. Haley Joel Osment prête sa voix à Sora, David Gallagher, connu pour son rôle de Simon dans la série Sept à la maison, double le personnage de Riku et Hayden Panettiere, qui prête sa voix à des personnages de 1 001 Pattes et de Dinosaure et qui joue dans la série à succès Heroes, tient le rôle de Kairi. La longue liste des voix de la version anglaise comprend aussi par exemple Billy Zane, Christy Carlson Romano, David Boreanaz, James Woods et Mandy Moore,.

### Francophones
La version française fait elle aussi appel à des comédiens de doublage réputés et aux voix habituelles des personnages de Disney. Ainsi, Donald Reignoux interprète le rôle de Sora, Mathias Kozlowski, celui de Riku, et Kelly Marot, qui a déjà doublé à plusieurs reprises Hayden Panettiere, tient celui de Kairi. Sylvain Caruso, Gérard Rinaldi et Laurent Pasquier, interprètes habituels respectifs de Donald, Dingo et Mickey prêtent une nouvelle fois leurs voix à ces trois personnages. D'autres grands noms du doublage français font aussi partie du casting comme Emmanuel Garijo, Roger Carel, Richard Darbois, Éric Métayer, Bernard Tiphaine ou encore Perrette Pradier.

## Accueil

### Ventes
Pendant les deux premiers mois suivants sa sortie nord-américaine, Kingdom Hearts est un des trois jeux vidéo les plus vendus. En novembre 2002, UBS classe le jeu à la sixième place des jeux vidéo sur console les plus vendus de la semaine du 5 novembre. À la fin du mois d'avril 2003, Square annonce que le millionième exemplaire de Kingdom Hearts a été vendu aux États-Unis, ce qui monte le nombre d'exemplaires vendus dans le monde entier à plus de 3 millions, le rendant éligible au statut des « Greatest Hits » de la PlayStation 2. Les ventes atteignent les 1,2 million d'exemplaires au Japon pendant les quatre premiers mois de l'année 2004 et au même moment dépassent les 4 millions dans le monde entier. En décembre 2005, le groupe NPD inclut le jeu dans la liste des « jeux sur PlayStation 2 les plus vendus de tous les temps en Amérique du Nord ». En décembre 2005, Kingdom Hearts dépasse les 5,6 millions d'exemplaires vendus à travers le monde, dont 1,1 million vendu dans la région PAL, 1,5 million au Japon et 3 millions en Amérique du Nord. Au 14 octobre 2013, l'ensemble des jeux de la série Kingdom Hearts s'est vendu à plus de 20 millions d'exemplaires à travers le monde.

### Critiques et récompenses
Le jeu reçoit des critiques élogieuses de la part des médias vidéoludiques. Lorsque le site web IGN récompense les meilleurs jeux de 2002, Kingdom Hearts est nommé pour l'Editor's Choice Award du meilleur jeu sur PlayStation 2 de 2002 et est finaliste pour le Reader's Choice Award du meilleur jeu sur PlayStation 2. En 2007, le même site web classe Kingdom Hearts à la vingt-deuxième place des vingt-cinq meilleurs jeux PlayStation 2 de tous les temps. Les critiques saluent l'aspect visuel du jeu, l'orchestration, le doublage et l'impression de jouer à un hybride entre un jeu d'action-aventure et un jeu de rôle. Douglass C. Perry, rédacteur d'IGN, le nomme dans la catégorie de la meilleure réalisation et conception artistique ainsi que dans celle des meilleurs graphismes CG et lui donne la mention « Meilleure Animation » dans sa liste de 2003 des plus beaux jeux vidéo sur PlayStation 2. En 2007, GameSpy inclut Kingdom Hearts à deux reprises dans la liste des vingt-cinq meilleures cinématiques des jeux vidéo. Fennec Fox, rédacteur de GamePro, déclare que les graphismes du jeux sont « splendides » et lui donne de bonnes notes. La qualité de la bande-originale et des doublages est également saluée,,. Romendil, journaliste de Jeuxvideo.com, trouve que le jeu est « très joli et enchanteur » et que le mélange des univers Disney et Final Fantasy est « presque émouvant ».
Les critiques à propos du système de jeu sont mitigées. De nombreux commentaires se plaignent que la gestion de la caméra est parfois frustrante et que les passages en vaisseau Gummi ne sont pas à leur place. Greg Kasavin, rédacteur en chef de GameSpot, déclare que le système de jeu est « fastidieux » et que les sections en vaisseau Gummi sont une « pâle imitation de la série Star Fox » ; il ajoute néanmoins que les combats sont amusants, particulièrement contre les boss. Dengeki Online critique les contrôles de la caméra, précisant qu'elle se concentre sur les objets tout en étant dirigée par le joueur. Fennec Fox compare le système de combat à celui des « vieux jeux Zelda sur Nintendo 64 » et ajoute des remarques positives sur l'intelligence artificielle de Donald et Dingo. Romendil ajoute que « le niveau de difficulté est relativement corsé » et que cela peut parfois se « révéler agaçant » ; elle regrette également la « mauvaise gestion des angles de vue et le manque de précision ».
Kasavin précise que le concept de mélanger des éléments sérieux de Final Fantasy avec des éléments plus légers de Disney semblait impossible et se révèle néanmoins plutôt bien réalisé. De fait, sa rédaction récompense Kingdom Hearts du titre du meilleur crossover depuis SNK vs. Capcom lors de leurs récompenses du meilleur et du pire de l'année 2002. Benjamin Turner, rédacteur de GameSpy, note que l'intrigue principale fait trop souvent place aux histoires secondaires Disney et juge le résultat décevant, allant jusqu'à évoquer que lorsque l'histoire originale atteint son apogée, elle « ne parvient pas à prendre correctement forme à cause d'un mélange confus de termes vagues et de symbolismes qui avaient probablement plus de sens dans la tête du réalisateur qu'ils n'en ont dans le produit final ». Hormis ce côté décevant de l'histoire, il précise néanmoins que l'ensemble vaut quand même la peine d'être joué jusqu'à la fin. En 2003, G4TV attribue au jeu la récompense de la meilleure histoire lors de leur cérémonie des G-Phoria Awards. L'avis de la communauté est également positif : Kingdom Hearts est élu à la dix-neuvième place des meilleurs jeux de tous les temps par les lecteurs du magazine japonais Famitsu, à la seizième place pour les utilisateurs du site GameFAQs et à la quatre-vingt-douzième par ceux d'IGN,,. Dans sa liste plus récente des vingt-cinq meilleurs jeux sur PlayStation 2 de tous les temps, IGN classe Kingdom Hearts à la neuvième place. Le jeu est également nommé pour la récompense du meilleur jeu de l'année 2002 aux CESA Game Awards.

## Produits dérivés et rééditions
Plusieurs versions de Kingdom Hearts se succèdent. La première est la version japonaise originale, suivie des versions nord-américaines et européennes qui incluent de nouveaux contenus. Plus tard, le jeu est réédité au Japon sous l'appellation Kingdom Hearts Final Mix et comprend les ajouts de la version nord-américaine et européenne ainsi que des éléments inédits.
Square et Disney publient également de nombreux produits dérivés avant et après la sortie du jeu. Ceux-ci vont des jouets et figurines aux vêtements et livres. Comme pour les jeux Final Fantasy, Square publie un livre Ultimania sur Kingdom Hearts au Japon à la suite de la sortie du jeu et une version révisée à la suite de la sortie de Final Mix. En Amérique du Nord, un guide stratégique est publié par Brady Games. Il présente un cheminement compréhensible et un journal d'activité sous forme de vignettes. Une série de manga basée sur le jeu est publiée au Japon, aux États-Unis et en France. Une série de romans, également basée sur le jeu, est éditée au Japon puis en Amérique du Nord où elle est publiée en deux volumes. Ils sont écrits par Tomoco Kanemaki et illustrés par Shiro Amano. Cette série sort en Amérique du Nord le 25 mars 2008,.

### Final Mix

Logo de Kingdom Hearts Final Mix.

Initialement sorti uniquement au Japon, Kingdom Hearts Final Mix contient plusieurs événements et un certain nombre de réglages du système de jeu absents des versions précédentes. Les dialogues sont en anglais accompagnés de sous-titres en japonais. De nouvelles cinématiques, telles celle racontant le voyage de Riku, y sont incluses afin de clarifier certains points scénaristiques et d'introduire Kingdom Hearts 2. Une nouvelle option permet au joueur de passer une cinématique après l'avoir vue au moins une fois. Les boss optionnels ajoutés à l'édition américaine sont présentés pour la première fois aux joueurs japonais ainsi qu'un nouveau combat contre « L'Homme inconnu » afin d'augmenter l'intérêt des joueurs pour le jeu suivant.
Dans une autre tentative d'introduction de la suite, une vidéo intitulée Another Side, Another Story 【 deep dive 】 est lancée à la fin du jeu si le joueur a accompli certaines tâches. Deux nouvelles pistes musicales, Disappeared et Another Side, sont ajoutées. Les pistes de la version anglaise, Night on Bald Mountain et One-Winged Angel, sont également incluses. Les autres changements comprennent de nouvelles compétences, de nouvelles armes, de nouveaux objets et des ennemis additionnels ainsi qu'un réglage permettant de rendre le jeu plus facile à appréhender par le joueur et deux nouveaux niveaux de difficulté ; on note également le changement de couleurs de certains ennemis,,. Lors de sa première sortie, le coffret Final Mix inclut soit un jeu de cartes Kingdom Hearts soit un CD de musiques spéciales. Une version limitée Édition Platinium sort plus tard avec une figurine de Sora, une collection d'autocollants et des croquis de certains des personnages principaux.
Kingdom Hearts Final Mix sort en Amérique du Nord, en Europe et en Australie en 2013 dans la compilation Kingdom Hearts HD 1.5 ReMIX,,.

### Manga
Le jeu est adapté en une série de mangas illustrés par Shiro Amano. L'histoire suit les événements du jeu avec quelques petites différences pour pallier la perte de l'interactivité du jeu vidéo. Quelques événements qui ont lieu dans la version Final Mix sont également inclus. Les mangas sont dans un premier temps publiés au Japon par Famitsu PS2 d'Enterbrain et sortent par la suite mondialement en quatre volumes. Ils sont édités aux États-Unis en anglais par Tokyopop. Le premier volume sort le 11 octobre 2005 et le dernier le 10 juillet 2006,. Un coffret contenant les quatre volumes sort le 10 octobre 2006. En France, la série est éditée par Pika et sort entre juin et septembre 2012.
Les mangas rencontrent un succès modéré. La semaine de sa sortie, le premier volume est classé à la quatre-vingt-quinzième place du top 150 des ouvrages les plus vendus, classement élaboré par USA Today. Hilary Goldstein, rédacteur en chef d'IGN, salue les dessins d'Amano et ajoute avoir envie de rejouer à Kingdom Hearts après avoir lu les mangas. Il critique néanmoins le manque de nouveaux contenus et déclare que l'adaptation du jeu vers le manga fait perdre beaucoup d'attrait à l'histoire. La série est suivie par d'autres mangas basés sur les suites du jeu : Kingdom Hearts: Chain of Memories, Kingdom Hearts: 358/2 Days et Kingdom Hearts 2,.

### HD 1.5 ReMIX

Logo de Kingdom Hearts HD 1.5 ReMIX.

En août 2011 Tetsuya Nomura fait part de son envie de sortir une réédition du jeu en haute définition. En septembre 2012, Kingdom Hearts HD 1.5 ReMIX est annoncé sur PlayStation 3. Cette version comprend Final Mix et Chain of Memories en haute définition. Les modèles des personnages de Kingdom Hearts 3D: Dream Drop Distance servent de base pour la création des personnages de cette réédition. Le système de jeu du Kingdom Hearts original est modifié pour correspondre davantage à celui de Kingdom Hearts 2. La compilation comprend également des cinématiques en haute définition de Kingdom Hearts: 358/2 Days. Elle sort au Japon le 14 mars 2013, en Amérique du Nord le 10 septembre de la même année, en Australie le 12 septembre et en Europe le 13.
En juin 2013, Nomura déclare que les données originelles de Kingdom Hearts sont perdues depuis quelque temps. Il explique que ces données « étant perdues, nous avons donc entrepris des recherches. Nous avons dû creuser dans la version terminale du jeu pour récupérer ce qui était disponible pour tout recréer en haute définition. Nous avons dû refaire tous les graphismes et ce ne fut pas si facile »,.

## Suites
Kingdom Hearts étant suivi par plusieurs opus, il devient le premier jeu de la série. Sorti le 11 novembre 2004 sur la Game Boy Advance de Nintendo, le premier jeu qui fait directement suite à Kingdom Hearts est Chain of Memories,. Kingdom Hearts 2, le troisième jeu de la série, sort sur PlayStation 2 le 22 décembre 2005. L'histoire se déroule un an après les événements de Chain of Memories. Le système de jeu de Kingdom Hearts 2 est proche de celui du premier opus, même si les développeurs font un effort particulier pour résoudre les problèmes décelés dans le jeu précédent, notamment au niveau de l'angle de vue et des passages en vaisseau Gummi,. Comme le premier jeu, il est réédité sous le nom Kingdom Hearts 2 Final Mix avec un remake de Chain of Memories pour la PlayStation 2. Il reçoit de bonnes critiques de la part des médias vidéo-ludiques, notamment la place du meilleur jeu de l'année 2005 et la note de 39/40 par le magazine japonais Famitsu,. Sur le site IGN, le jeu obtient la note de 7,6 sur 10 et la première place du choix du public pour la PlayStation 2 de 2006,.
Un jeu Kingdom Hearts est développé exclusivement pour la V-CAST, le service haut débit de Verizon Wireless, et sort le 1er octobre 2004 au Japon et le 5 février 2005 aux États-Unis. En novembre 2008, le jeu Kingdom Hearts: Coded sort sur les téléphones mobiles au Japon et les événements du jeu se placent après ceux de Kingdom Hearts 2. Le jeu se déroulant entre Chain of Memories et Kingdom Hearts 2, Kingdom Hearts: 358/2 Days sort sur Nintendo DS le 30 mai 2009 au Japon et le 29 septembre en Amérique du Nord. Une préquelle, Kingdom Hearts: Birth by Sleep, se déroulant dix ans avant le premier opus, sort sur PlayStation Portable le 9 janvier 2010. Kingdom Hearts 3D: Dream Drop Distance, sort en 2012 sur Nintendo 3DS. Lors de l'Electronic Entertainment Expo de 2013, le développement sur PlayStation 4 et Xbox One de Kingdom Hearts 3 est annoncé,.

### Citations du jeu
1. ↑  Dingo : « Oh, d'accord. J'ai compris. Lorsqu'on sera dans un autre monde, faudra surtout pas dire d'où on vient, c'est ça ? Nous devons protéger le désordre des mondes ! »
Donald : « L'ordre ! »
— Kingdom Hearts, Square, PlayStation 2, 2002.
2. ↑  Dingo : « C'est vraiment un endroit lugubre. Je parie que les habitants sont effrayants. »
Donald : « Pas de panique : on a l'air bizarre, nous aussi. S'ils essaient de nous faire peur, on fera pareil ! »
— Kingdom Hearts, Square, PlayStation 2, 2002.
3. 1 2  Note du Roi Mickey : « Donald, je suis navré de partir sans dire au revoir mais un grand danger nous menace. J'ignore pourquoi mais les étoiles s'éteignent les unes après les autres. Cela signifie qu'un désastre se prépare. Désolé de vous abandonner mais je souhaite comprendre ce mystère. Un garçon possède une "Clé"... La clé de notre survie. Toi et Dingo devez le trouver et rester avec lui. Il nous faut cette Clé, ou nous sommes perdus ! Rejoignez la ville de Traverse et trouvez Léon. Il vous dira quoi faire. P.S. Peux-tu transmettre mes excuses à Minnie ? Merci, mon ami. »
— Kingdom Hearts, Square, PlayStation 2, 2002.
4. ↑  Sora : « Les Sans-cœur ? »
Yuffie : « Les monstres qui t'ont attaqué, tu te souviens ? »
Léon : « Ceux qui n'ont pas de cœur. »
Yuffie : « Ce qui les attire, c'est la partie obscure du cœur des gens. »
Léon : « Et il y a un côté sombre dans chaque cœur. [...] Les Sans-cœur redoutent la Keyblade. C'est pour ça qu'ils s'en prennent à toi, quoi que tu fasses. »
— Kingdom Hearts, Square, PlayStation 2, 2002.
5. ↑  Maléfique : « Tu vois ? C'est exactement ce que je t'avais dit. Pendant que tu peinais à trouver ton cher ami, il t'avait tout simplement remplacé par de nouveaux compagnons. Manifestement, il les estime bien plus que toi. Tu es bien mieux sans ce misérable garçon. Allons, ne pense plus à lui et viens avec moi. Je t'aiderai à trouver ce que tu recherches... »
— Kingdom Hearts, Square, PlayStation 2, 2002.
6. ↑  Sora : « Mais c'est impossible. Je ne comprends pas. C'est moi qui suis arrivé jusqu'ici avec la Keyblade. »
Riku : « Tu n'étais que le livreur. Désolé, ton rôle prend fin. »
— Kingdom Hearts, Square, PlayStation 2, 2002.
7. ↑  Donald : « Allez, Dingo. En route ! On ne doit pas oublier notre mission. »
Dingo : « Je sais bien que le Roi nous a dit de suivre la Clé et tout ça... Mais... »
Donald : « Sora, désolé. »
— Kingdom Hearts, Square, PlayStation 2, 2002.
8. ↑  Sora : « Quoi ? Tu... Tu n'es pas Riku. [...] Dis-moi. Qui es-tu ? »
Ansem : « Mon nom est Ansem, le chercheur des Ténèbres. »
— Kingdom Hearts, Square, PlayStation 2, 2002.
9. ↑  Ansem : « La Serrure ne peut être complétée tant que la dernière princesse de cœur est endormie. »
Sora : « La princesse ? Kairi est une princesse ? »
Ansem : « Oui, mais sans son pouvoir, la Serrure restera inachevée. Il faut donc qu'elle se réveille. »
— Kingdom Hearts, Square, PlayStation 2, 2002.
10. ↑  Ansem : « Tu ne comprends donc rien ? Le cœur de la princesse réagit. Il était là depuis le début ! Le cœur de Kairi est en toi ! »
Sora : « Kairi... Kairi est en moi ? »— Kingdom Hearts, Square, PlayStation 2, 2002.
11. ↑  Donald : « On fait quoi maintenant ? »
Sora : « Nous devons trouver Riku et le Roi Mickey. »
— Kingdom Hearts, Square, PlayStation 2, 2002.

### Manuel d'utilisation
- Michael Martin et Klaus-Dieter Hartwig, Kingdom Hearts : Le Guide officiel complet, PiggyBack, 2002, 180 p. (ISBN 1-903511-38-0, présentation en ligne, lire en ligne)

1. 1 2  Guide officiel, Colisée de l'Olympe, p. 67 à 72.
2. ↑  Guide officiel, Agrabah, p. 97 à 111.
3. ↑  Guide officiel, Le Pays des Merveilles, p. 55 à 66.
4. ↑  Guide officiel, La Jungle profonde, p. 73 à 87.
5. 1 2  Guide officiel, Monstro, p. 112 à 119.
6. ↑  Guide officiel, Atlantica, p. 120 à 129.
7. ↑  Guide officiel, La Ville d'Halloween, p. 130 à 139.
8. 1 2  Guide officiel, La Forêt des Rêves bleus, p. 147 à 157.
9. ↑  Guide officiel, Le Pays imaginaire, p. 140 à 146.
10. 1 2 3 4  Guide officiel, Le Garage Gummi, p. 216 à 223.
11. 1 2 3  Guide officiel, L'Île du Destin, p. 35 à 41.
12. 1 2  Guide officiel, La Ville de Traverse, p. 42 à 53 et 88 à 96.
13. ↑  Guide officiel, La Forteresse Oubliée, p. 158 à 177.
14. 1 2  Guide officiel, La Fin du Monde, p. 187 à 199.
15. ↑  Guide officiel, ora, p. 2 et 3.
16. ↑  Guide officiel, Riku et Kairi, p. 36 et 37.
17. ↑  Guide officiel, Donald et Dingo, p. 4 et 5.
18. ↑  Guide officiel, Ansem, p. 194 et 195.
19. 1 2  Guide officiel, p. 224 - Les Sans-cœur et autres adversaires.
20. 1 2  Guide officiel, Les 99 Chiots, p. 207.
21. ↑  Guide officiel, Tarzan, p. 6.
22. ↑  Guide officiel, Aladdin, p. 7.
23. ↑  Guide officiel, Ariel, p. 8.
24. ↑  Guide officiel, Jack Skellington, p. 9.
25. ↑  Guide officiel, Peter Pan, p. 10.
26. ↑  Guide officiel, La Bête, p. 11.
27. ↑  Guide officiel, Léon, p. 49.
28. ↑  Guide officiel, Cloud, p. 71.
29. ↑  Guide officiel, Séphiroth, p. 186.
30. ↑  Guide officiel, Synthèse, p. 29.
31. 1 2  Guide officiel, p. 30 à 35 - Palier de l'Éveil.
32. 1 2 3 4 5  Guide officiel, p. 12 à 19 - Les bases du jeu.
33. 1 2  Guide officiel, p. 20 et 21 - La magie.
34. 1 2  Guide officiel, p. 21 et 22 - Les Invocations.
35. ↑  Guide officiel, p. 178 à 186 - Les tournois du Colisée de l'Olympe.
36. ↑  Guide officiel, p. 212 - Le Surf de la Jungle.
37. ↑  Guide officiel, p. 213 - La Course des lianes.
38. ↑  Guide officiel, p. 208 - Les Cartes postales.
39. ↑  Guide officiel.

### Autres références
- (en) Cet article est partiellement ou en totalité issu de l’article de Wikipédia en anglais intitulé « Kingdom Hearts (video game) » (voir la liste des auteurs).

1. 1 2 3 4 5  (en) Fennec Fox, « Review: Kingdom Hearts for PS2 », sur GamePro, 30 septembre 2002 (version du 27 décembre 2008 sur Internet Archive).
2. 1 2 3  (en) Jeff Gerstmann, « E3 2001: Square announces Disney RPG for PS2 », sur GameSpot, 17 mai 2001 (consulté le 27 août 2015).
3. ↑  (en) « Disney Characters », sur Final Fantasy Kingdom (consulté le 28 août 2015).
4. ↑  (en) Square, « Early Kingdom Hearts Concept Art », sur Kingdom Hearts Ultimania (consulté le 28 août 2015).
5. ↑  (en) Bryan Boulette, « Nomura Divulges Kingdom Hearts II Details », sur RPGamer, 27 novembre 2005 (consulté le 28 août 2015).
6. 1 2 3 4 5  (en) Benjamin Turner, « Kingdom Hearts Review », sur GameSpy, 3 septembre 2002 (consulté le 29 août 2015).
7. 1 2  (en) « Kingdom Hearts (PlayStation 2) », sur MobyGames (consulté le 29 août 2015).
8. ↑  (en) « Testuya Nomura Interview », Edge, no 177,‎ juillet 2007, p. 80 et 81.
9. ↑  « Site officiel de Kingdom Hearts », sur Square (consulté le 29 août 2015).
10. 1 2 3 4 5 6  (en) Greg Kasavin, « Kingdom Hearts for PlayStation 2 Review », sur GameSpot, 9 septembre 2002 (consulté le 29 août 2015).
11. ↑  (en) Giancarlo Varanini, « Kingdom Hearts Preview », sur GameSpot, 3 avril 2002 (consulté le 29 août 2015).
12. 1 2 3 4  (en) « Kingdom Hearts Company Line », sur GameSpot, 19 février 2004 (consulté le 29 août 2015).
13. 1 2 3 4  (en) Satoru Iwata, « Volume 12 : Kingdom Hearts 3D [Dream Drop Distance] », sur Nintendo, 4 mai 2014 (consulté le 1er septembre 2015).
14. ↑  (en) « Final Fantasy Retrospective Part XI », sur GameTrailers, 10 octobre 2007 (consulté le 1er septembre 2015).
15. ↑  (en) Gantayat Anoop, « TGS 2004: Tetsuya Nomura Q&A », sur IGN, 23 septembre 2004 (consulté le 1er septembre 2015).
16. ↑  (ja) « Kingdom Hearts キングダム　ハーツ », sur Final Fantasy 2000 (consulté le 1er septembre 2015).
17. 1 2 3  (en) « KHU Interview w/Tetsuya Nomura », sur Kingdom Hearts Insider, 30 mai 2007 (version du 23 avril 2012 sur Internet Archive).
18. ↑  (en) « PlayStation.com Europe - E3 Interview », sur Kingdom Hearts Ultimania, 18 avril 2007 (version du 18 avril 2007 sur Internet Archive).
19. 1 2  (en) « Tetsuya Nomura on the Kingdom Hearts Sequels », sur G4TV, 3 décembre 2006 (version du 3 décembre 2006 sur Internet Archive).
20. ↑  Mike Splechta, « Tetsuya Nomura discusses Kingdom Hearts 1.5, Kingdom Hearts 3 and Final Fantasy 15 », sur GameZone, 26 juin 2013 (consulté le 1er septembre 2015).
21. 1 2  [vidéo] « Square Enix Presents E3 2013 - Day1 [#03] Kingdom Hearts HD 1.5 ReMIX Interview », sur YouTube, 25 juin 2013 (consulté le 1er septembre 2015).
22. 1 2  (en) « Site web officiel de Kingdom Hearts », sur Square Enix (consulté le 1er septembre 2015).
23. ↑  (en) Fennec Fox, « Square Confirms Kingdom Hearts Date », sur GamePro, 30 avril 2003 (consulté le 1er septembre 2015).
24. ↑  (en) « Tetsuya Nomura », sur Kingdom Hearts II Ultimania, 10 juillet 2007 (version du 10 juillet 2007 sur Internet Archive).
25. ↑  (en) « Nomura Dengeki Interview #3 », sur Kingdom Hearts Ultimania, 11 juin 2007 (version du 11 juin 2007 sur Internet Archive).
26. ↑  (en) Ferry Groenendijk, « Kingdom Hearts II Tetsuya Nomura Interview », sur Video Game Blogger, 11 août 2006 (consulté le 1er septembre 2015).
27. ↑  (en) Jeff Gerstmann, « TGS 2001 FallKingdom Hearts hands-on », 12 octobre 2001 (consulté le 1er septembre 2015).
28. ↑  (en) « Square Opens Kingdom Hearts Page », sur IGN, 14 mai 2002 (consulté le 1er septembre 2015).
29. ↑  (en) « IGN: Kingdom Hearts Voice Cast », sur IGN, 14 mai 2002 (consulté le 1er septembre 2015).
30. ↑  (en) Paul Bryant, « Kingdom Hearts Auction Now Live », sur Gaming Age, 8 août 2002 (version du 11 octobre 2007 sur Internet Archive).
31. ↑  (en) Patrick Klepek, « Kingdom Hearts Consumer Demo Day », sur Gaming Age, 13 août 2002 (version du 11 octobre 2007 sur Internet Archive).
32. 1 2 3  (en) « Kingdom Hearts - Original Soundtrack », sur CDJapan (consulté le 1er septembre 2015).
33. 1 2  (en) Stephen Coleman, « Square, Disney and Japanese Pop Star Hikaru Utada Collaborate on Kingdom Hearts », sur IGN, 22 août 2002 (version du 6 février 2012 sur Internet Archive).
34. ↑  (en) « Hikaru Utada Sings Kingdom Hearts Theme », sur IGN, 10 janvier 2002 (consulté le 1er septembre 2015).
35. ↑  (ja) « RELEASE - Single 光 », sur EMI Music Japan (consulté le 1er septembre 2015).
36. ↑  (ja) « Kingdom Hearts Original Soundtrack Complete », sur EMI Music Japan, 24 février 2008 (version du 24 février 2008 sur Internet Archive).
37. ↑  (ja) « Drammatica - The Very Best Of Yoko Shimomura », sur HMV Japan (consulté le 1er septembre 2015).
38. 1 2 3 4  Romendil, « Test de Kingdom Hearts », sur Jeuxvideo.com, 15 novembre 2002 (consulté le 3 septembre 2015).
39. 1 2 3 4  (en) « Kingdom Hearts Full Cast & Crew », sur IMDB (consulté le 1er septembre 2015).
40. 1 2 3 4  « Kingdom Hearts / Doublage », sur KH Destiny (consulté le 1er septembre 2015).
41. ↑  Cette notation sur ne prend pas en compte si l'acteur reprend le personnage après la sortie du jeu ou non
42. ↑  (en) Justin Calvert, « October video game sales », sur GameSpot, 18 novembre 2002 (consulté le 2 septembre 2015).
43. ↑  (en) Stephen Coleman, « UBSW Top 10 Games For the week ending Nov. 11 », sur IGN, 13 novembre 2002 (version du 29 mars 2012 sur Internet Archive).
44. ↑  (en) « Kingdom Hearts sold how many ?! », sur GamePro, 30 avril 2003 (consulté le 2 septembre 2015).
45. ↑  (en) « Kingdom Hearts tips scales at 4 million », sur GameSpot, 17 mars 2004 (consulté le 2 septembre 2015).
46. ↑  (en) Stephen Coleman, « Kingdom Hearts II Gets All-Star Cast », sur IGN, 8 février 2006 (version du 14 mars 2012 sur Internet Archive).
47. ↑  (en) Square, « Kingdom Hearts Series Ships over 10 Million Worldwide », sur GameSpot, 5 février 2007 (consulté le 2 septembre 2015).
48. ↑  (en) Mat Kishimoto, « Kingdom Hearts HD 2.5 ReMIX Coming to PS3 in 2014 », sur PlayStation Blog, 14 octobre 2013 (consulté le 2 septembre 2015).
49. ↑  (en) « Kingdom Hearts (PS2) », sur Famitsu.com, 30 juin 2006 (consulté le 3 septembre 2015).
50. ↑  (en) Andrew Reiner, « Disney Is Hip to Be Square », Game Informer,‎ 11 octobre 2007 (lire en ligne, consulté le 3 septembre 2015).
51. ↑  Phil Kimahri, Kingdom Hearts : Coup de cœur, novembre 2002, Jeux vidéo Magazine n°26, p. 80-82.
52. ↑  (en) « Review - Kingdom Hearts », Play,‎ octobre 2002, p. 74.
53. ↑  (en) Geoff Keighley, « Kingdom Hearts Review », Entertainment Weekly,‎ 20 septembre 2002, p. 109 (lire en ligne, consulté le 3 septembre 2015).
54. ↑  (en) « REVIEW - Kingdom Hearts (PS2) - This game is inviting, involving, and fun, despite its flaws », sur 1UP.com, 1er janvier 2000 (consulté le 3 septembre 2015).
55. ↑  (en) Mugwun, « Kingdom Hearts Review », sur Eurogamer, 11 décembre 2002 (version du 10 mars 2005 sur Internet Archive).
56. ↑  Nicolas Verlet, « Test : Kingdom Hearts », sur Gamekult, 19 novembre 2002 (consulté le 3 septembre 2015).
57. ↑  (en) « Kingdom Hearts Review - An unlikely pair, or a sure-fire hit? The Disney RPG is here... », sur IGN (consulté le 3 septembre 2015).
58. ↑  « Kingdom Hearts », sur Jeuxvideo.fr (consulté le 3 septembre 2015).
59. ↑  (en) « Kingdom Hearts (PS2) Reviews », sur Metacritic (consulté le 3 septembre 2015).
60. ↑  (en) « Kingdom Hearts », sur MobyGames (consulté le 3 septembre 2015).
61. ↑  (en) « Best of 2002: Best Game of the Year », sur IGN, 17 janvier 2003 (consulté le 3 septembre 2015).
62. ↑  (en) « The Top 25 PS2 Games of All Time », sur IGN, 16 mars 2007 (version du 5 juin 2007 sur Internet Archive).
63. ↑  (en) Douglass C. Perry, « The Best Looking Games on PS2 », sur IGN, 20 mars 2003 (consulté le 3 septembre 2015).
64. ↑  (en) « GameSpy's Top 25 Video Game Cinematic Moments », sur GameSpy, 16 avril 2007 (version du 16 juin 2012 sur Internet Archive).
65. ↑  (ja) « 電撃オンライン編集部がオススメするソフトを個性的なレビュアーがアツく語る! », sur Dengeki Online, 9 juin 2007 (version du 9 juin 2007 sur Internet Archive).
66. ↑  (en) « GameSpot's Best and Worst of 2002 », sur GameSpot, 2002 (consulté le 3 septembre 2015).
67. ↑  (en) « G-Phoria Report », sur IGN, 31 juillet 2003 (consulté le 3 septembre 2015).
68. ↑  (en) « Famitsu Reveals Top 100 Readers-Voted Games Of All-Time », sur Gamasutra, 3 mars 2006 (consulté le 3 septembre 2015).
69. ↑  (en) « Fall 2005: 10-Year Anniversary Contest - The 10 Best Games Ever », sur GameFAQs, 2005 (consulté le 3 septembre 2015).
70. ↑  (en) « Readers' Picks Top 100 Games: 91-100 », sur IGN, 2006 (consulté le 3 septembre 2015).
71. ↑  « Top 25 PS2 Games of All Time », sur IGN, 2006 (consulté le 3 septembre 2015).
72. ↑  (ja) « 最優秀賞は「FF10」!! 「第6回 CESA GAME AWARDS」授賞式 », sur GPara (consulté le 3 septembre 2015).
73. ↑  (en) Tomoco Kanemaki (ill. Shiro Amano), Kingdom Hearts the First Door, Disney Press, 2008, 224 p. (ISBN 9781423103950, présentation en ligne).
74. ↑  (en) Tomoco Kanemaki (ill. Shiro Amano), Kingdom Hearts Darkness Within, Disney Press, 2008, 224 p. (ISBN 9781423103967, présentation en ligne).
75. 1 2 3 4  (en) « About Kingdom Hearts Final Mix », sur IGN (consulté le 4 septembre 2015).
76. 1 2 3  (en) « Kingdom Hearts Insider - Final Mix », sur Kingdom Hearts Insider, 9 mai 2007 (version du 9 mai 2007 sur Internet Archive).
77. ↑  (ja) Studio BentStuff, Kingdom Hearts Series Ultimania a ~Introduction of Kingdom Hearts II~, Square Enix, 2005 (ISBN 4-7575-1597-9).
78. ↑  (en) « Kingdom Hearts: Final Mix (Import) », sur NeoSeeker (consulté le 4 septembre 2015).
79. ↑  (en) Robert Peeler, « Announcing Kingdom Hearts HD 1.5 ReMIX », sur Square Enix, 26 février 2013 (version du 28 février 2013 sur Internet Archive).
80. ↑  (en) « Kingdom Hearts HD 1.5 ReMIX, releasing exclusively for PS3 », sur PS3 News, 26 février 2013 (consulté le 4 septembre 2015).
81. ↑  (en) « Kingdom Hearts HD 1.5 ReMIX coming to Europe », sur Square Enix, 25 février 2013 (version du 27 février 2013 sur Internet Archive).
82. 1 2  (en) Hilary Goldstein, « Kingdom Hearts Vol. 1 Review », sur IGN, 12 septembre 2002 (consulté le 5 septembre 2015).
83. ↑  (en) Shiro Amano, Kingdom Hearts, Vol. 1, Tokyopop, 2005 (ISBN 1598162179).
84. ↑  (en) Shiro Amano, Kingdom Hearts, Vol. 4, Tokyopop, 2006 (ISBN 1598162209).
85. ↑  (en) Shiro Amano, Kingdom Hearts Boxed Set--vols 1-4, Tokyopop, 2006 (ISBN 1598168088).
86. ↑  « Du Disney chez Pika ! », sur Manga News, 20 janvier 2012 (consulté le 5 septembre 2015).
87. ↑  (en) « USA Today Best-Selling Books Database - Top 150 best sellers », sur USA Today (consulté le 5 septembre 2015).
88. ↑  (en) « Kingdom Hearts: Chain of Memories, Vol. 1 », sur Tokyopop, 13 octobre 2007 (version du 13 octobre 2007 sur Internet Archive).
89. ↑  (en) Shiro Amano, Kingdom Hearts II, Vol. 1, Tokyopop, 2006 (ISBN 1427800588).
90. ↑  (en) « Nomura talks KH3D and possible KH HD remake », sur Andriasang, 9 août 2011 (consulté le 6 septembre 2015).
91. ↑  (en) « Nomura Teases Kingdom Hearts II HD and Other Kingdom Hearts HD 1.5 ReMIX », sur Siliconera, 2 octobre 2012 (consulté le 6 septembre 2015).
92. ↑  (en) Luke Karmali, « Original Kingom Hearts' Assets Lost », sur IGN, 27 juin 2013 (consulté le 6 septembre 2015).
93. ↑  (en) « Kingdom Hearts: Chain of Memories », sur IGN (consulté le 6 septembre 2015).
94. ↑  (en) « Kingdom Hearts: Chain of Memories Info », sur GameFAQs (consulté le 6 septembre 2015).
95. 1 2  (en) « Kingdom Hearts II », sur IGN (consulté le 6 septembre 2015).
96. ↑  (en) Rob Fahey, « Kingdom Hearts II Review », sur Eurogamer, 10 octobre 2006 (consulté le 17 septembre 2015).
97. ↑  (en) « Kingdom Hearts Ultimania interviews Kingdom Hearts II Interview (1UP at E3 2005) », sur Kingdom Hearts Ultimania, 18 mai 2005 (consulté le 17 septembre 2015).
98. ↑  (en) Anoop Gantayat, « Kingdom Hearts II Update for PS2 », sur IGN, 13 septembre 2006 (consulté le 6 septembre 2015).
99. ↑  (ja) « "FAMITSU AWARDS 2005"大賞は『キングダム ハーツII』と『バイオハザード4』!! », sur Famitsu,‎ 21 avril 2006 (consulté le 17 septembre 2015).
100. ↑  (en) Josh Freund, « News - Latest Famitsu review scores - Kingdom Hearts II, Mario & Luigi 2, & more », sur Games Are Fun, 20 décembre 2005 (consulté le 17 septembre 2015).
101. ↑  (en) Jeff Haynes, « Kingdom Hearts II - Production values through the roof, gameplay through the floor », sur IGN, 28 mars 2006 (consulté le 17 septembre 2015).
102. ↑  (en) « ING UK's 2006 Year in Review », sur IGN, 21 décembre 2006 (consulté le 17 septembre 2015).
103. ↑  (en) « Kingdom Hearts », sur IGN (consulté le 6 septembre 2015).
104. ↑  (en) Charles Onyett, « Three New Kingdom Hearts Titles », sur IGN, 19 septembre 2007 (consulté le 6 septembre 2015).
105. ↑  (en) Anoop Gantayat, « Tetsuya Nomura on Kingdom Hearts 3D », sur Adriasang, 18 juin 2010 (consulté le 6 septembre 2015).
106. ↑  (en) Alexa Ray Corriea, « Kingdom Hearts 3 coming to PS4 », sur Polygon, 10 juin 2013 (consulté le 6 septembre 2015).
107. ↑  (en) Richard George, « E3 2013: Kingdom Hearts III Heading to Xbox One », sur IGN, 11 juin 2013 (consulté le 6 septembre 2015).